# Roscoe (Nebraska)
Roscoe – jednostka osadnicza w Stanach Zjednoczonych, w stanie Nebraska, w hrabstwie Keith.